# Nazionale maschile di pallavolo delle Isole Vergini Americane
La nazionale maschile di pallavolo delle Isole Vergini Americane è una squadra nordamericana composta dai migliori giocatori di pallavolo delle Isole Vergini Americane ed è posta sotto l'egida della Federazione pallavolistica delle Isole Vergini Americane.

## Risultati

### Campionato nordamericano
| Edizione | Piazzamento     | Formazione   |
| -------- | --------------- | ------------ |
| 1969     | non qualificata | -            |
| 1971     | non qualificata | -            |
| 1973     | non qualificata | -            |
| 1975     | non qualificata | -            |
| 1977     | 9º posto        | Convocazioni |
| 1979     | non qualificata | -            |
| 1981     | non qualificata | -            |
| 1983     | non qualificata | -            |
| 1985     | 10º posto       | Convocazioni |
| 1987     | 10º posto       | Convocazioni |
| 1989     | 12º posto       | Convocazioni |
| 1991     | non qualificata | -            |
| 1993     | non qualificata | -            |
| 1995     | non qualificata | -            |
| 1997     | non qualificata | -            |
| 1999     | non qualificata | -            |
| 2001     | non qualificata | -            |
| 2003     | non qualificata | -            |
| 2005     | non qualificata | -            |
| 2007     | non qualificata | -            |
| 2009     | non qualificata | -            |
| 2011     | non qualificata | -            |
| 2013     | non qualificata | -            |
| 2015     | non qualificata | -            |